# سیارک ۱۱۶۷
سیارک ۱۱۶۷ (به انگلیسی: 1167 Dubiago، نامگذاری:1930PB) هزار و صد و شصت و هفتمین سیارک کشف شده‌است که در ۳ اوت ۱۹۳۰ و در رصدخانه سایمیز کشف شد.
قدر مطلق سیارک برابر ۹٫۸۵ است.